# Olchówka
Olchówka ist ein Dorf der Landgemeinde Narewka im Powiat Hajnowski der Woiwodschaft Podlachien in Polen, nahe der Grenze zu Belarus. Viele der Einwohner gehören zur belarussischen Minderheit in Polen.

## Geschichte
In der Zeit von Mai 1946 bis Januar 1948 befand sich in Olchówka eines von drei Krankenlagern, in dem 2000 Personen inhaftiert waren. Diese wurden überwiegend in der Landwirtschaft eingesetzt. Das Lager stand unter Zentralverwaltung.